# 대한민국 민법 제478조
대한민국 민법 제478조는 부족변제의 충당에 대한 민법 채권법 조문이다.

## 조문
제478조(부족변제의 충당) 1개의 채무에 수개의 급여를 요할 경우에 변제자가 그 채무전부를 소멸하게 하지 못한 급여를 한 때에는 전2조의 규정을 준용한다.

第478條(不足辨濟의 充當) 1個의 債務에 數個의 給與를 要할 境遇에 辨濟者가 그 債務全部를 消滅하게 하지 못한 給與를 한 때에는 前2條의 規定을 準用한다.

## 참고 문헌
- 오현수, 일본민법, 진원사, 2014. ISBN 9788963463452
- 오세경, 대법전, 법전출판사, 2014 ISBN 9788926210277
- 이준현 , LOGOS 민법 조문판례집, 미래가치, 2015. ISBN 9791155020869